# Arbeitssicherstellungsgesetz
Das Gesetz zur Sicherstellung von Arbeitsleistungen für Zwecke der Verteidigung einschließlich des Schutzes der Zivilbevölkerung ist ein Bundesgesetz, das die grundsätzlichen Vorschriften für die Sicherstellung von Arbeitsleistungen im Zustand äußerer Gefahr für die Bundesrepublik Deutschland enthält.

## Entstehungsgeschichte und Anwendbarkeit
Das Gesetz wurde im Jahr 1968 im Rahmen der Notstandsgesetze geschaffen. Es ermöglicht die Dienstverpflichtung wehrpflichtiger Männer in zivile Arbeitsverhältnisse, um den Bedarf an Arbeitskräften für lebens- und verteidigungswichtige Aufgaben zu decken. Es kann nicht für andere Zwecke, etwa bei inneren Notständen oder Naturkatastrophen, angewendet werden, was auch die aus der Deutschen Pandemie-Risikoanalyse von 2012 abgeleiteten Handlungsempfehlungen festgestellt haben. Für eine kontinuierliche Personalsicherstellung insbesondere für Schlüsselbereiche der Wirtschaft und in kritischen Funktionen während einer Pandemie, einer Sturmflut oder eines Wintersturms wird z. B. der Erlass eines „Arbeitsvorsorgegesetzes“ empfohlen, das auch im sogenannten Zustimmungsfall nach Art. 80a Abs. 1 Satz 1 2. Alt. GG mt einer Mehrheit von zwei Dritteln der abgegebenen Stimmen im Deutschen Bundestag Anwendung finden könnte.

## Inhalt
Maßnahmen zur Sicherstellung von Arbeitsleistungen sind die Beschränkung des Rechts, ein bestehendes Arbeitsverhältnis zu beenden und die Verpflichtung in ein neu zu begründendes Arbeitsverhältnis (§ 2 ASG). Von den Verpflichtungsbefugnissen darf die Agentur für Arbeit nur Gebrauch machen, wenn die betreffenden Arbeitsleistungen nicht auf freiwilliger Grundlage sichergestellt werden können (§ 1, § 11 ASG).
Die Maßnahmen sind nicht erst im Spannungs- und Verteidigungsfall zulässig, sondern mit einer Zweidrittelmehrheit im Deutschen Bundestag auch schon davor (Art. 12a Abs. 5 Satz 1 GG i. V. m. Art. 80a Abs. 1 GG). Der sogenannte Zustimmungsfall setzt einen dem Spannungsfall vergleichbaren außenpolitischen Konflikt voraus. Wegen der dadurch entstandenen Gefährdung der äußeren Sicherheit Deutschlands muss ein tatsächlicher Bedarf für die Anwendung der besonderen Bestimmungen zur Verteidigung einschließlich des damit zusammenhängenden Schutzes der Zivilbevölkerung entstanden sein. Die Verpflichtung zur Teilnahme an einer Ausbildung für Aufgaben, die besondere Kenntnisse und Fertigkeiten erfordern, setzt keine äußere Gefahr voraus (§ 3, § 29 ASG).
Das Gesetz schränkt insoweit die freie Wahl des Arbeitsplatzes ein (§ 39 ASG, Art. 12 Abs. 1 GG). Frauen dürfen ausschließlich zum Dienst im zivilen Sanitäts- oder Heilwesen sowie in der ortsfesten militärischen Lazarettorganisation verpflichtet werden (§ 2 Nr. 3 ASG), aber nach Art. 12a Abs. 4 GG auf keinen Fall zum Dienst mit der Waffe.
Verpflichtet werden kann zum Dienst in der Bundeswehr, den Behörden des Bundes, der Länder und der Kommunen, den Einrichtungen des Zivilschutzes, Betrieben der Strom- und Wasserversorgung sowie der Abfall- und Abwasserentsorgung, Krankenhäusern und Pflegeheimen, Ölraffinerien, Verkehrsunternehmen einschließlich Reedereien, den Bundespostnachfolgeunternehmen Post, Postbank und Telekom sowie der Deutschen Flugsicherung (§ 4 ASG). Von der Dienstpflicht sind bestimmte Personengruppen ausgenommen, u. a. Schwerbehinderte, Schwerbeschädigte und Verunfallte, Pflegepersonen, Mitglieder der obersten Verfassungsorgane des Bundes (Bundestag und Bundesrat), Richter und Geistliche der evangelischen und katholischen Kirche (§ 5 ASG). Beamte sind für die Dauer der Verpflichtung mit Dienstbezügen oder Unterhaltszuschuss beurlaubt, an Arbeitnehmer des öffentlichen Dienstes hat der Arbeitgeber des fortbestehenden Arbeitsverhältnisses für die Dauer der Verpflichtung das Arbeitsentgelt weiterzuzahlen (§ 16 ASG). Besondere Bestimmungen für den Spannungs- und Verteidigungsfall enthält außerdem das Beamtenstatusgesetz (§§ 55 ff. BeamtStG).
Die Feststellung und Deckung des Arbeitskräftebedarfs regelt die aufgrund § 34 ASG erlassene Verordnung über die Feststellung und Deckung des Arbeitskräftebedarfs nach dem Arbeitssicherstellungsgesetz.
Das Gesetz ist bisher noch nie angewendet worden.

## Einschränkung von Grundrechten
Gemäß dem verfassungsrechtlichen Zitiergebot nennt § 39 ASG die Grundrechte, die nach Maßgabe des ASG eingeschränkt werden. Diese sind das Recht auf körperliche Unversehrtheit (Artikel 2 Abs. 2 Satz 1 GG), die Freiheit der Person (Artikel 2 Abs. 2 Satz 2 GG), die Freizügigkeit (Artikel 11 Abs. 1 GG) und die Berufsfreiheit (Artikel 12 Abs. 1 GG).